# Thyasiridae
Thyasiridae zijn een familie van tweekleppigen uit de orde Lucinida.

## Geslachten
- Adontorhina Berry, 1947
- Ascetoaxinus Oliver & Frey, 2014
- Axinodon Verrill & Bush, 1898
- Axinopsida Keen & Chavan in Chavan, 1951
- Axinulus Verrill & Bush, 1898
- Axinus J. Sowerby, 1821
- Channelaxinus Valentich-Scott & Coan, 2012
- Conchocele Gabb, 1866
- Genaxinus Iredale, 1930
- Leptaxinus Verrill & Bush, 1898
- Maorithyas C. A. Fleming, 1950
- Mendicula Iredale, 1924
- Ochetoctena Oliver, 2014
- Odontogena Cowan, 1964
- Parathyasira Iredale, 1930
- Prothyasira Iredale, 1930
- Spinaxinus Oliver & Holmes, 2006
- Thyasira Lamarck, 1818
- Wallerconcha Valentich-Scott & C. L. Powell, 2014 †